# Barrett (album)
Pour les articles homonymes, voir Barrett.
Albums de Syd Barrett
The Madcap Laughs
(1970) Syd Barrett
(1974)
Barrett est le second et dernier album solo de Syd Barrett. David Gilmour est toujours là pour donner un coup de main, tant sur la guitare 12 cordes et la basse qu'à l'orgue sur trois chansons, il joue aussi de la batterie sur Dominoes. Rick Wright est aussi présent à l'orgue, au piano et à l'harmonium. On y retrouve aussi Jerry Shirley de Humble Pie et John Willie Wilson à la batterie, qui étaient déjà présents sur le précédent album The Madcap Laughs.

## Liste des chansons
Toutes les chansons ont été écrites et composées par Syd Barrett.
| No  | Titre                     | Durée |
| --- | ------------------------- | ----- |
| 1.  | Baby Lemonade             | 4:07  |
| 2.  | Love Song                 | 3:02  |
| 3.  | Dominoes                  | 4:02  |
| 4.  | It is Obvious             | 2:55  |
| 5.  | Rats                      | 2:57  |
| 6.  | Maisie                    | 2:46  |
| 7.  | Gigolo Aunt               | 5:42  |
| 8.  | Waving My Arms in the Air | 2:09  |
| 9.  | I Never Lied to You       | 1:46  |
| 10. | Wined and Dined           | 2:54  |
| 11. | Wolfpack                  | 3:41  |
| 12. | Effervescing Elephant     | 1:52  |

### Titres bonus (réédition de1993)
| No | Titre                               | Durée |
| -- | ----------------------------------- | ----- |
| 1. | Baby Lemonade (prise 1)             |       |
| 2. | Waving My Arms in the Air (prise 1) |       |
| 3. | I Never Lied to You (prise 1)       |       |
| 4. | Love Song (prise 1)                 |       |
| 5. | Dominoes (prise 1)                  |       |
| 6. | Dominoes (prise 2)                  |       |
| 7. | It is Obvious (prise 1)             |       |

## Personnel

### Musiciens
- Syd Barrett : guitare, chant et chœurs.
- David Gilmour : guitare 12 cordes, basse, orgue sur Gigolo Aunt, It is obvious & Wined and dined, batterie sur Dominoes.
- Rick Wright : piano, harmonium, orgue Hammond.
- Vic Saywell : tuba.
- Jerry Shirley : batterie, percussions.
- John Willie Wilson : batterie, percussions.

### Production
- David Gilmour : producteur
- Rick Wright : producteur
- Peter Bown : ingénieur du son
- Syd Barrett : pochette (peinture originale)
- Hipgnosis : livret (photographies)